# Bachdjarah - Tennis (métro d'Alger)
Bachdjarah - Tennis est une station de la ligne 1 du métro d'Alger, mise en service le 4 juillet 2015.

## Caractéristiques

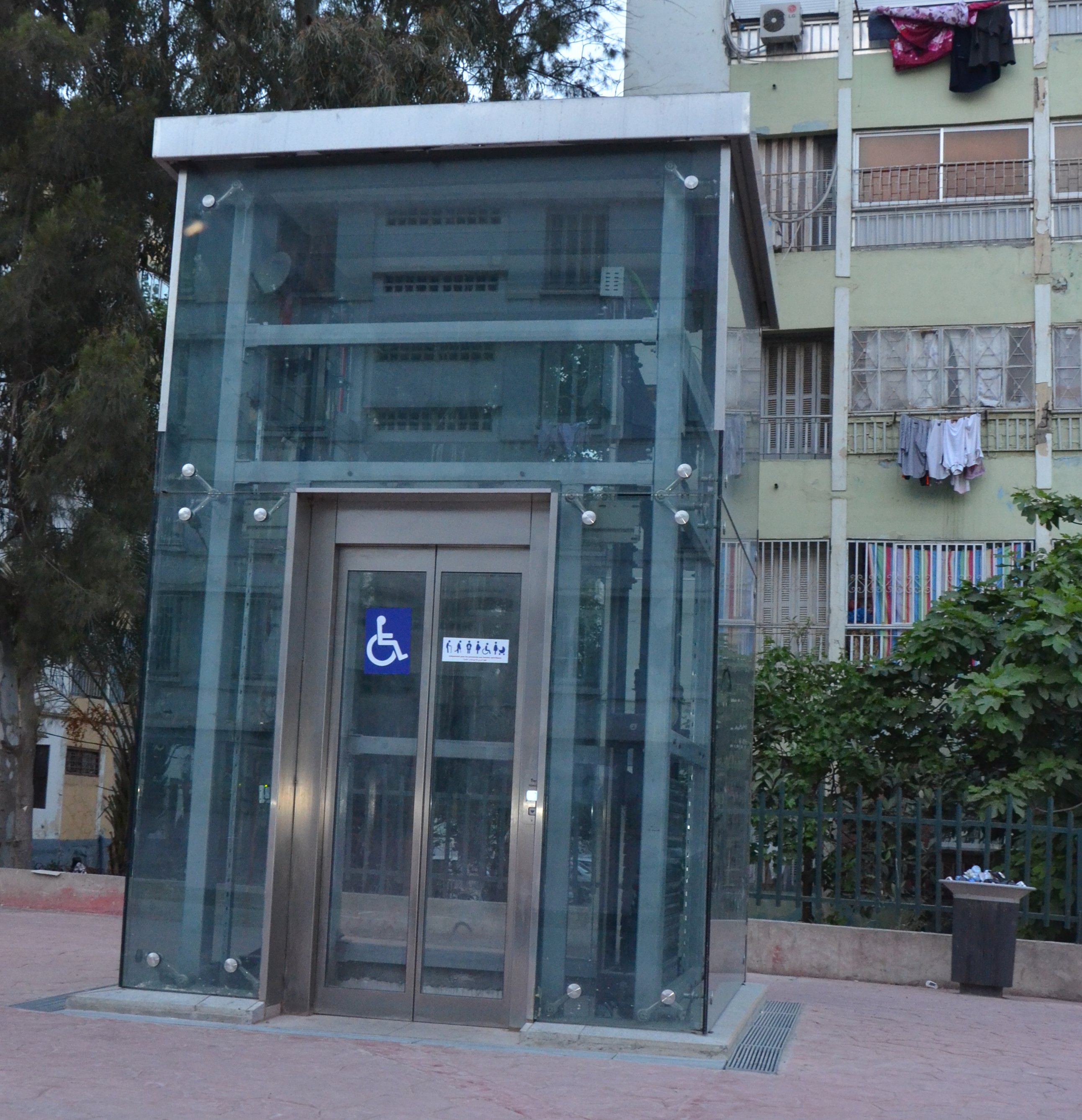
Ascenseur de la station Bachdjerrah-Tennis du Métro d'Alger

La station Bachdjarah - Tennis se situe entre les cités Maarifa Mohamed Lazhar (488 lgts) et Bachdjarah 3 dans la commune éponyme, à proximité du Tennis Club de Bachdjerrah.
Les cinq sorties de la station sont situées de part et d'autre de la rue qui sépare les deux cités. La sortie n°1 donne sur le grand boulevard qui sépare les communes de Bachdjerrah et Bourouba.
Elle est équipée d'un ascenseur pour les personnes à mobilité réduite.

## Historique
La station fait partie de l'extension B  de la ligne 1 du métro d'Alger, mise en service le 4 juillet 2015.
Durant la construction de l'extension ligne du métro d'Alger, le plus grand club de Tennis d'Alger et ses 16 courts, situés à moins de 200 m de la station, avait été amputée de moitié pour creuser une tranchée entre 2009 et 2011 avant qu'ils ne soient reconstruits.

## Accès
- Sortie n° 1 : Cité Maarifa Mohamed Lazhar
- Sortie n° 2 : Cité Makhlouf Mahmoud
- Sortie n° 3 : Cité Bachedjerrah 3
- Sortie n° 4 : Complexe Sportif de Tennis
- Sortie n° 5 : Cité Maarifa Mohamed Lazhar
- Ascenseur :

## Correspondances
- ETUSA : ligne 66

## À proximité
- Club de tennis Ouramdane M'hamed
- Écoles primaires Maouche Malek et Djebali Dahmane
- Ancien siège de l'APC de Bachdjerrah

## Galerie photos

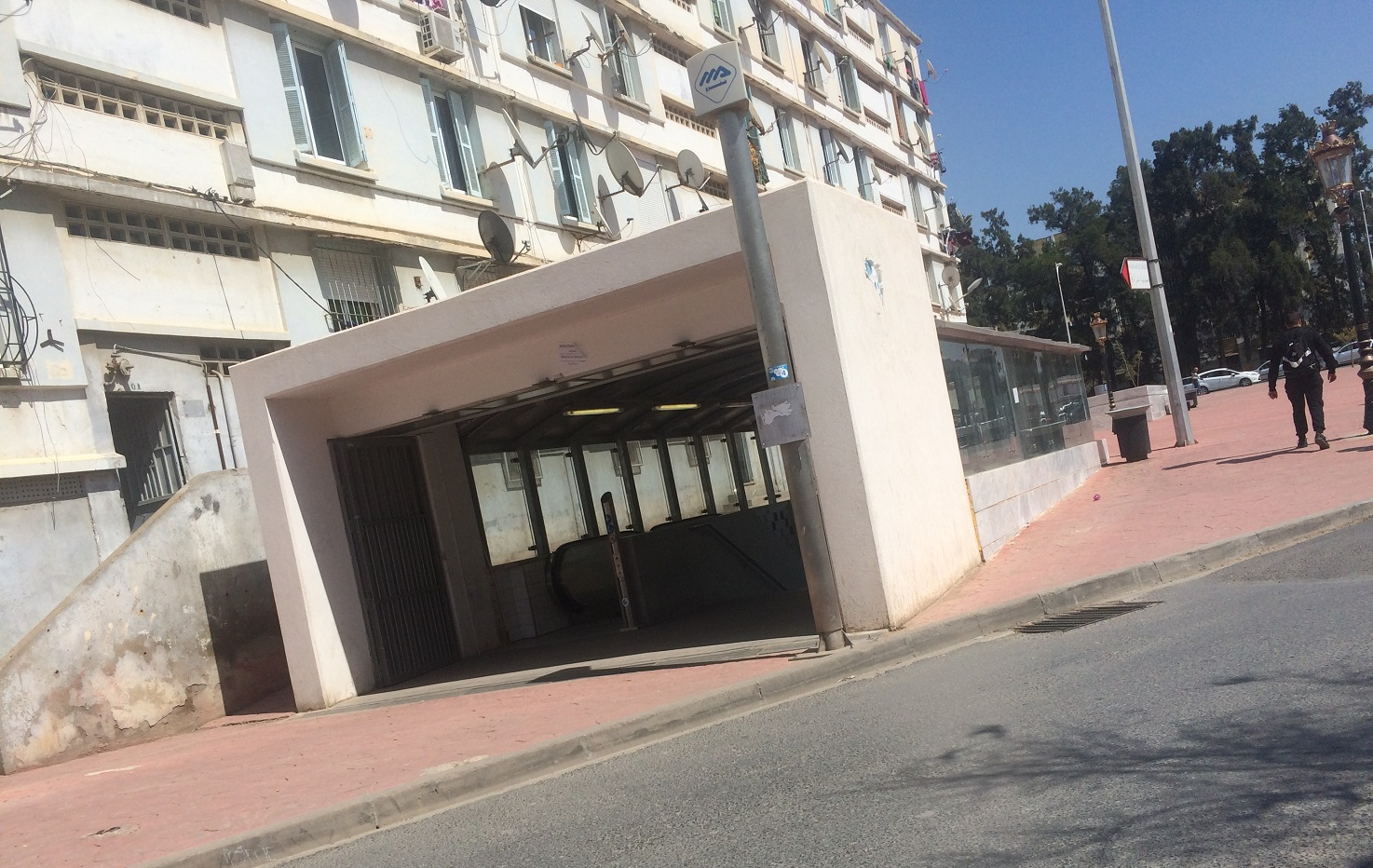
sortie n°3 de la station Bachedjerrah Tennis du Metro d'Alger